# Enki en de wereldorde: de ordening van de aarde en haar culturele processen
Enki en de wereldorde: de ordening van de aarde en haar culturele processen is een Sumerische mythe.
Het is een van de langste en best bewaard gebleven verhalende dichtwerken van de Sumerische literatuur. Het gedicht bestaat uit ongeveer 466 regels waarvan 376 geheel of grotendeels bewaard gebleven zijn. Het werk werd grotendeels in het Engels vertaald door Samuel Noah Kramer, daarbij werd gebruikgemaakt van twaalf tabletten of delen daarvan. Het belangrijkste daarbij was een tablet waarvan de ene helft in Philadelphia en de andere in Jena bewaard wordt en dat oorspronkelijk het gehele werk omvatte.

## Inhoud
De hoofdpersoon is de god Enki. Eerst vertelt hij zelf wat een machtige god hij is:
...ik ben de 'gugal' van de hoofdlieden, ik ben de vader van alle landen
ik ben de 'grote broer' van de goden, ik ben degene die volledige voorspoed brengt
Vervolgens vertelt hij hoe hij zijn zegeningen over de aarde verspreidt, niet alleen aan de 'dragers van linnen' van Sumer, maar ook aan de landen van Dilmun, Magan en Meluhha die naar hem opzien en op hun schepen zilver en goud naar Nippur brengen voor Enlil de [..vorst] van alle landen.
Eerst gaat Enki naar het heiligdom van Ur:
Stad die al bezit dat behoorlijk is, door water gewassen, stevig staande os!
Plaats van overvloed op het hoogland, met de knieën open, groen als een berg, Hashur-gaarde, wijd van schaduw!..
..
Heiligdom Ur, verheffe je ten hemel!
Vervolgens gaat hij naar Meluhha:
Zwart land, mogen je bomen hoog zijn, [mogen zij hoogland]-bomen zijn!
mogen de helden hun wapens op het slagveld [voeren]!
mogen je stieren grote stieren zijn, [mogen zij] hoogland-stieren zijn!..
..
moge je zilver goud zijn!
moge je koper tin en brons zijn!
Ook Dilmun wordt gereinigd en Ninsikilla aan het hoofd gesteld, maar Elam en Marhashi (erfvijanden van Sumer) worden voorbestemd als een vis verzwolgen te worden. Aan de nomaden van de woestijn, de Martu zonder vaste woning, geeft Enki echter rundvee als gift.
Vervolgens richt hij zijn blik op de rivier de Eufraat. Hij staat op als een trotse stier, richt zijn penis op en ejaculeert en vult zo de Tigris als een bevruchte koe met glinsterend water.
Zo brengt hij vruchtbaarheid en voorspoed aan Sumer en stelt Enbilulu aan als inspecteur van de bevloeiingskanalen. Vervolgens stelt hij meer lagere goden aan over een bepaald bereik van de wereld. Er wordt een god (naam onleesbaar) aangesteld over de vissen van het moeras. Er wordt een heiligdom opgericht aan zee en de godin Nanshe -de vrouwe van Sirara- wordt aangesteld als beschermvrouwe. Enki doet regen neerdalen die leven brengt en stelt de stormgod Ishkur erover aan. Enkimdu krijgt het beheer over ploeg, juk en voren, Ashnan wordt de godin van graan en groente en Kulla, de god van de baksteen krijgt het houweel en kleivorm. Zo wordt hij de legger van fundamenten en de grote bouwheer van Enlil. Enki richt dan zijn blik naar de hoogten en bedekt ze met begroeiing. Sumugan –de koning der bergen– krijgt het beheer. Vervolgens worden schapen en stallen aan Dumuzi de herdersgod toegewezen.
De enige die niet tevreden is met Enki's wijze besluiten in Inanna. Zij beklaagt zich bitter omdat Aruru (ofwel Nintu) en Inanna's zusters Ninisinna, Ninmug, Nidaba en Nanshe allemaal hun teken van waardigheid hebben mogen ontvangen maar zij niet! Enki lijkt wat van zijn stuk gebracht maar voert tot zijn verdediging aan dat Inanna wel degelijk een aantal belangrijke zaken haar eigen kan noemen, zoals de kromstaf en de staaf van het herderschap en het vermogen orakels te spreken over oorlog en vrede. Verder vermag zij kleding te weven en het onvernietigbare te vernietigen en het onvergankelijke te doen vergaan.
Het dichtwerk wordt vervolgens waarschijnlijk beëindigd met een hymne gericht aan Enki, maar de laatste regels zijn zwaar beschadigd